# Стефанобериксоподібні
Стефанобериксоподібні (Stephanoberyciformes)— ряд костистих риб. Це своєрідні глибоководні риби, що мають невелике промислове значення. Раніше вони включались у ряд китовидкоподібні (Cetomimiformes), проте дослідження показали близькість цієї групи до ряду беріксоподібні (Beryciformes).

## Класифікація
Ряд містить 41-45 видів у чотирьох родинах:
- Melamphaidae — (понад 35 видів)
- Gibberichthyidae — (2 види)
- Stephanoberycidae — (3 види)
- Hispidoberycidae (1 вид)